# Bigongsikjakjeon
Bigongsikjakjeon (hangul: 비공식작전; hanja: 非公式作戰; lit. operação não oficial; bra: Resgate Internacional) é um filme sul-coreano de 2023, dos gêneros drama de ação e suspense, dirigido por Kim Seong-hoon, estrelado por Ha Jung-woo e Ju Ji-hoon.  É baseado no sequestro de um diplomata sul-coreano no Líbano em 1986. O filme foi lançado nos cinemas em 2 de agosto de 2023. Também foi convidado para o 28º Festival Internacional de Cinema de Busan na seção 'Korean Cinema Today - Panorama' e foi exibido em 5 de outubro de 2023.

## Premissa
Ambientado em 1987, o filme gira em torno do diplomata sul-coreano Min-jun Lee, que viaja ao Líbano para resgatar um colega sequestrado e conhece seu compatriota Pan-su Kim, que trabalha como taxista localmente. Eles acabam desenvolvendo um laço de amizade na perigosa Beirute no auge da Guerra Civil Libanesa.

## Elenco
- Ha Jung-woo como Lee Min-jun
- Ju Ji-hoon como Kim Pan-su
- Kim Eung-soo como diretor da KCIA
- Park Hyuk-kwon como gerente do parque
- Kim Jong-soo como Ministro das Relações Exteriores da Coreia do Sul, Choi Kwang-soo
- Lim Hyung-guk como o secretário sequestrado Oh Jae-seok[9]
- Burn Gorman como Richard Carter[10]
- Marcin Dorociński como Hays Shaito, um árbitro suíço[10]
- Fehd Benchemsi como Karim[10]
- Anas El Baz como Naji[10]
- Nisrine Adam como Lila, amante de Pan-su[10]
- Khalil Oubaaqa como Gangster[10]
- Nada El Belkasmi como voluntária do campo de refugiados